# Dəllər Cəyir
Dəllər Cəyir è un comune dell'Azerbaigian situato nel distretto di Şəmkir.